# 실바섬

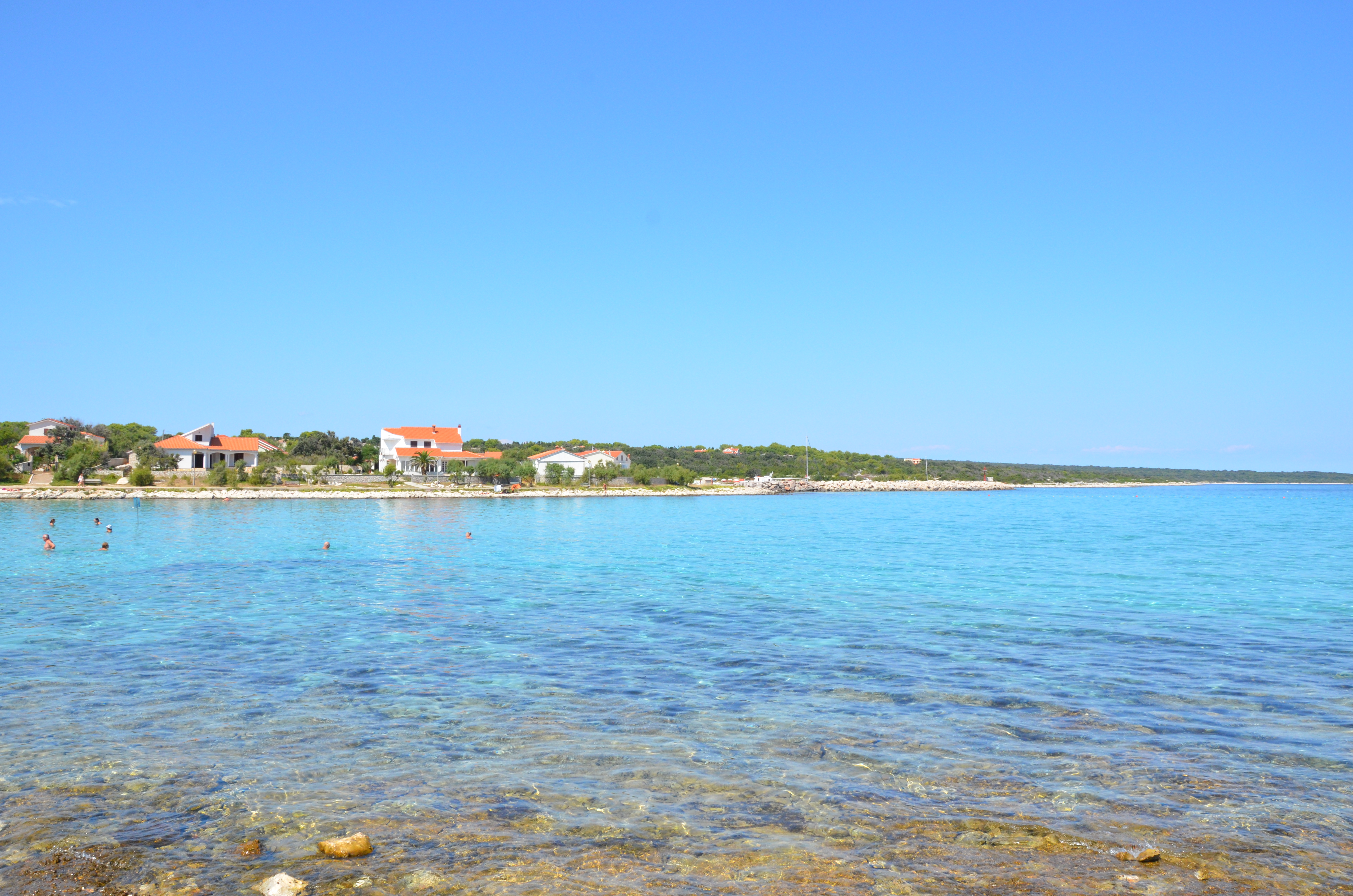
실바섬

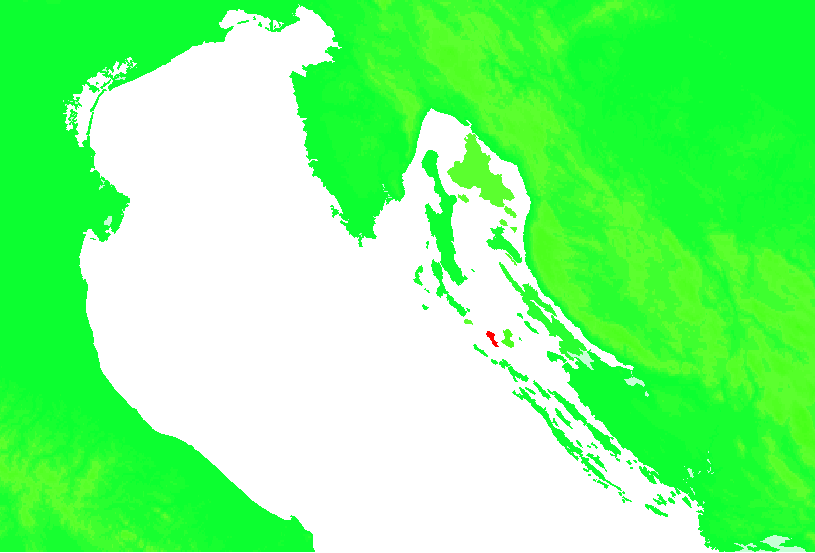
실바섬의 위치

실바섬(크로아티아어: Silba, 이탈리아어: Selve)은 아드리아해에 위치한 크로아티아의 섬으로 면적은 15km2, 높이는 80m, 인구는 292명(2011년 기준), 인구 밀도는 20.46명/km2이다. 행정 구역상으로는 자다르주에 속하며 달마티아 북부에 위치한다. 로신섬의 남동쪽, 프레무다섬과 올리브섬의 사이에 위치한다.